# Pachycephala rufiventris
Pachycephala rufiventris là một loài chim trong họ Pachycephalidae.